# Hur ljuv, o Gud, hur säll den lott
Hur ljuv, o Gud, hur säll den lott är en psalm av Johan Olof Wallin från 1813 som bygger på psaltaren 65.

## Publicerad i
- 1819 års psalmbok som nummer 401 under rubriken "Med avseende på särskilda personer, tider och omständigheter: Årets tider och jordens fruktbarhet: Tacksägelse för jordens fruktbarhet".
- 1937 års psalmbok som nummer 496 under rubriken "Jordens fruktbarhet".